# Hunter Mariners
Les  Hunter Mariners  étaient une franchise australienne de rugby à XIII professionnel basé à Newcastle, dans la Hunter Valley, en Nouvelle-Galles du Sud. Fondée en 1997, elle a disparu au bout d’une seule saison d'activité.

## Historique
La Super League, lancée par News Limited, groupe de médias de Rupert Murdoch, censée concurrencer la puissante Australian Rugby League (soutenue financièrement par Kerry Packer), désire absolument implanter une équipe dans la région de Newcastle au nord de Sydney, bastion du rugby à XIII. Mais la franchise déjà existante, les Newcastle Knights (qui appartenaient à la New South Wales Rugby League), préfère finalement s’engager avec l’Australian Rugby League qui succède à la NSWRL. De ce fait, la Super League doit en toute hâte établir une nouvelle franchise, fondée en 1995, les Hunter Mariners.
Pour des raisons juridiques, la Super League fut mise en suspens et dut attendre 1997 pour disputer sa première — et seule — saison. Sur le plan sportif, les Mariners terminent à une honorable 6e place (7 victoires / 11 défaites) de la Telstra Cup (championnat), et atteignent la finale du World Cup Challenge, qui mélangeait les équipes de la Super League et de la Super League anglaise (8 victoires, leur seule défaite survenant en finale face aux Brisbane Broncos 12-36). 
Le principal problème des Mariners est donc la concurrence locale des Newcastle Knights, équipe de l’ARL établie dans la région depuis 1988, disposant d’une base de supporters solide, et obtenant de bons résultats (demi-finale en 1997). Lorsque l’ARL et la Super League s'entendirent pour mettre fin à leur conflit, elles choisirent de limiter la nouvelle ligue, la National Rugby League (NRL), à 20 équipes, ce qui signifiait se débarrasser de trois équipes existantes, Melbourne s’étant vu octroyer une franchise d’office. Les Mariners furent l’une d’entre elles. C’est officiellement la concurrence avec les Knights qui bloqua la candidature des Mariners, les décideurs préférant faire confiance aux Knights, considérant que la région de Newcastle ne pouvait accueillir deux franchises professionnelles viables. De fait, la moyenne de spectateurs était bien en deçà de la moyenne de la Super League, qui dépassait les 14 000 entrées par match. Fin 1997, les Mariners furent approchés pour fusionner avec les Gold Coast Chargers, mais le conseil d’administration de ces derniers refusa cette solution, et les Mariners furent finalement dissous, tout comme les South Queensland Crushers et les Western Reds, et ne participèrent donc pas aux éditions suivantes de la National Rugby League.